# 鹤鸵目
鹤鸵目的动物本來歸入鸵鸟目，現在已獨立成為一目。牠是动物分类学上是鸟纲中的一个目，包括鹤鸵、鸸鹋等动物。